# 69-я отдельная бригада прикрытия
69-я отдельная Свирско-Померанская Краснознамённая ордена Красной Звезды, Амурская казачья бригада прикрытия (сокр. 69 обрп, в/ч 61424) — тактическое соединение Сухопутных войск Российской Федерации.
Бригада дислоцируется в селе Бабстово в Еврейской автономной области. Находится в составе 35-й общевойсковой армии.

## История
Бригада сформирована в 2009 году. Соединение ведёт историю от 272-й стрелковой дивизии, созданой 28 июля 1941 года, наследуя её почётное наименование, награды, знамя и боевую славу.
В 1947 году дивизия свёрнута в стрелковую бригаду, затем развёрнута в 46-ю стрелковую дивизию.
В 1957 году 46-я стрелковая дивизия была переформирована в 46-ю мотострелковую дивизию с местом дислокации в г. Курск в составе 13-го гвардейского армейского корпуса. 17 ноября 1964 года дивизии возвращён 272-й номер времён Великой Отечественной войны.
В послевоенный период 272-я мотострелковая дивизия находилась в составе 43-го армейского корпуса в Дальневосточном военном округе. 10 октября 1989 года корпус расформировали, а 27 июля 1989 года соединение переформировано в 128-ю пулемётно-артиллерийскую дивизию в прежнем месте дислокации.
На 2021 год на вооружении бригады находились танки Т-80БВ, боевые машины пехоты БМП-2 и самоходные гаубицы 2С19, РСЗО «Град», миномёты 2Б11.

## Состав
- управление;
- 1-й пулемётный батальон;
- 2-й пулемётный батальон;
- 3-й пулемётный батальон;
- танковый батальон;
- гаубичный самоходный артиллерийский дивизион;
- зенитный дивизион;
- зенитный ракетный дивизион;
- батальон связи;
- батальон материального обеспечения;
- разведывательная рота;
- ремонтная рота;
- рота РХБЗ;
- рота РЭБ;
- комендантская рота;
- Медицинская рота;
- Военный оркестр.[8]